# Left to My Own Devices
Left to My Own Devices är en låt av den brittiska duon Pet Shop Boys. Den släpptes som den andra singeln från albumet Introspective och nådde 4:e plats på den brittiska singellistan, fyra placeringar högre än albumets första singel Domino Dancing. Låten, som är producerad i samarbete med Trevor Horn, var den första som Pet Shop Boys spelade in tillsammans med en orkester.

## Låtförteckning
57": Parlophone / R 6198 (UK)
A. "Left to My Own Devices" – 4:43
B. "The Sound of the Atom Splitting" (Extended version) – 5:13
12": Parlophone / 12R 6198 (UK)
A. "Left to My Own Devices" (Disco Mix) – 11:28
B1. "Left to My Own Devices" – 4:43
B2. "The Sound of the Atom Splitting" – 3:37
CD: Parlophone / CDR 6198 (UK)
1. "Left to My Own Devices" – 4:43
2. "Left to My Own Devices" (Disco Mix) – 11:28
3. "The Sound of the Atom Splitting" – 3:37